# Felipe Guerra
Felipe Guerra es un municipio del estado del Rio Grande del Norte (Brasil), localizado en la microrregión de la Chapada del Apodi. El municipio recibió el nombre de «Felipe Guerra» en un homenaje al licenciado en derecho Felipe Neri de Brito Guerra.
Antes un poblado, Felipe Guerra se tornó municipio el 17 de diciembre de 1953, a través de la Ley, N° 1.017, el que duró apenas un año y en 1954 por decisión del Supremo Tribunal Federal la ley fue anulada y la localidad volvió a la condición de poblado. Se separó definitivamente de Apodi el 18 de septiembre de 1963, por la Ley, N° 2.926, y se tornó un municipio de Río Grande del Norte.
De acuerdo con el censo realizado por el IBGE (Instituto Brasilero de Geografía y Estadística) en el año 2000, su población es de 5.534 habitantes. Área territorial de 268 km². De la población total, 73,90% son alfabetizados.
Las principales actividades económicas son: agropecuaria, extracción de petróleo y gas natural, minería y comercio.
El municipio de Felipe Guerra se encuentra totalmente insertado en los territorios de la cuenca hidrográfica del Río Apodi-Mossoró, que le atraviesa en la dirección SO-NE. Sus principales tributários son: los Ríos del Alazão, del Medio, del Abreu y Preto. Las principales acumulaciones de agua son: la Represa Mirador (685.000m3/comunitário) que forma la laguna del Saco. Todos los cursos de agua son intermitentes y el patrón de drenage es el dendrítico.
Felipe Guerra es uno de los tres municipios más violentos del estado, los otros dos son Mossoró y Santa Maria. Ver el mapa.

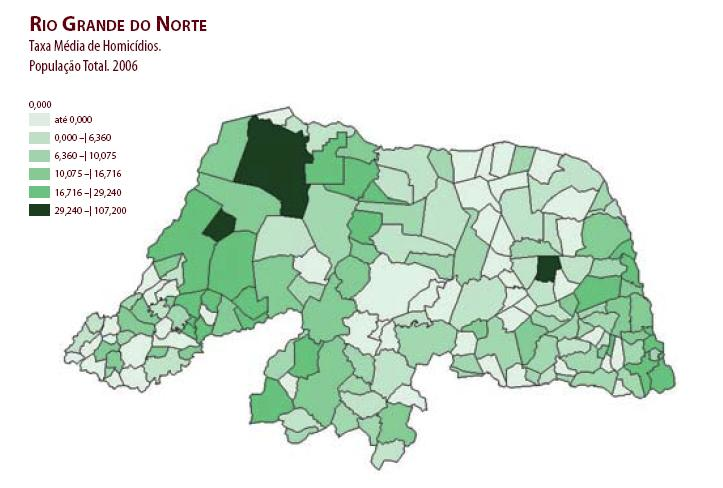
Tasa media de homicídios en el Río Grande del Norte.